# Đèo Tà Pao
Đèo Đa Mi hay còn gọi là đèo Tà Pao, là đèo trên Quốc lộ 55 ở vùng giáp ranh huyện Hàm Thuận Bắc tỉnh Bình Thuận và thành phố Bảo Lộc, tỉnh Lâm Đồng, Việt Nam .

## Vị trí
Đèo Đa Mi trên Quốc lộ 55 ở vùng giáp ranh xã Đa Mi huyện Hàm Thuận Bắc ,tỉnh Bình Thuận và xã Lộc Nam, thành phố Bảo Lộc, tỉnh Lâm Đồng. Đèo đi qua 2 hồ Đa Mi và Hàm Thuận và đi lên tỉnh Lâm Đồng nối vào quốc lộ 20 tại phường Lộc Sơn, thành phố Bảo Lộc .

## Tên gọi
Đèo được đặt theo tên xã Đa Mi, nơi có hệ thống hồ thủy điện Hàm Thuận - Đa Mi trên sông La Ngà trong hệ thống sông Đồng Nai.
Cũng có một số người gọi là đèo Tà Pao, do Quốc Lộ 55 trước khi lên đèo đi ngang qua tượng Đức Mẹ Tà Pao trên núi Tà Pao, cũng là địa điểm du lịch và hành hương hấp dẫn .